# WWF Light Heavyweight Championship
Die WWF Light Heavyweight Championship (zu deutsch WWF Meisterschaft im Halbschwergewicht) war ein Wrestling-Titel der US-amerikanischen Promotion World Wrestling Entertainment (WWE). Der Titel hatte offiziell ein Gewichtslimit von 97,5 kg (215 lbs). Ende 1997  wollte die WWF eine eigene Light Heavyweight Division aufbauen und führte die Meisterschaft ein. Im Jahr 2001 zog sich der Titelträger X-Pac eine Verletzung zu. Daraufhin wurde der Titel eingestellt und durch die WCW Cruiserweight Championship ersetzt.

## Geschichte
Ende 1997  wollte die WWF eine eigene Light Heavyweight Division aufbauen. Nach der Vorstellung des Titels wurde in einem Turnier der erste WWF Light Heavyweight Champion ermittelt. Am 7. Dezember 1997 gewann Taka Michinoku das Turnier gegen Brian Christopher und wurde der erste Titelträger.
Nach dem Kauf der WCW wurde die WCW Cruiserweight Championship innerhalb der WWE verteidigt. Ein Titel-Vereinigung beim Survivor Series Event gegen den damaligen WCW Cruiserweight Champion Tajiri wurde abgesagt, weil X-Pac sich eine Verletzung zuzog. Daraufhin nahm die WWE dann die WCW Cruiserweight Championship als ihre eigene Version des Cruiserweight Championtitels an und stellte die WWF Light Heavyweight Championship ein.

## Liste der Titelträger
| #  | Titelträger       | Nr. | Tage | Datum             | Ort                         | Veranstaltung                 | Anmerkung |
| -- | ----------------- | --- | ---- | ----------------- | --------------------------- | ----------------------------- | --- |
| 1  | Taka Michinoku    | 1   | 315  | 7. Dezember 1997  | Springfield, Massachusetts  | D-Generation X: In Your House | Besiegte Brian Christopher im Finale des Turniers um den neu eingeführten Titel zu gewinnen. |
| 2  | Christian         | 1   | 30   | 18. Oktober 1998  | Chicago, Illinois           | Judgment Day: In Your House   | |
| 3  | Gillberg          | 1   | 448  | 17. November 1998 | Columbus, Ohio              | Raw is War                    | Ausgestrahlt am 23. November 1998. |
| 4  | Essa Rios         | 1   | 34   | 8. Februar 2000   | Austin, Texas               | Sunday Night Heat             | Ausgestrahlt am 13. Februar 2000. |
| 5  | Dean Malenko      | 1   | 35   | 13. März 2000     | East Rutherford, New Jersey | Raw is War                    | |
| 6  | Scotty 2 Hotty    | 1   | 8    | 17. April 2000    | State College, Pennsylvania | Raw is War                    | |
| 7  | Dean Malenko      | 2   | 322  | 25. April 2000    | Charlotte, North Carolina   | SmackDown!                    | Ausgestrahlt am 27. April 2000. |
| 8  | Crash Holly       | 1   | 47   | 13. März 2001     | Anaheim, Kalifornien        | Heat                          | Ausgestrahlt am 18. März 2001. |
| 9  | Jerry Lynn        | 1   | 37   | 29. April 2001    | Chicago, Illinois           | Heat                          | |
| 10 | Jeff Hardy        | 1   | 20   | 5. Juni 2001      | Grand Forks, North Dakota   | SmackDown!                    | Ausgestrahlt am 7. Juni 2001. |
| 11 | X-Pac             | 1   | 42   | 25. Juni 2001     | New York City, New York     | Raw                           | Besiegte am 30. Juli 2001 Billy Kidman um gleichzeitig WCW Cruiserweight Champion zu werden. |
| 12 | Tajiri            | 1   | 13   | 6. August 2001    | Anaheim, Kalifornien        | Raw                           | X-Pacs WCW Cruiserweight Championship stand nicht auf dem Spiel. |
| 13 | X-Pac             | 2   | 91   | 19. August 2001   | San Jose, Kalifornien       | SummerSlam                    | War auch gleichzeitig der amtierende WCW Cruiserweight Champion, bis er am 9. Oktober 2001 den Titel gegen Billy Kidman verlor. X-Pac war der letzte Wrestler, der den Light Heavyweight Titel holte. Ein Titel-Vereinigung beim Survivor Series Event gegen den damaligen WCW Cruiserweight Champion Tajiri wurde abgesagt, weil X-Pac sich eine Verletzung zuzog. |
| —  | Titel eingestellt | —   | —    | 18. November 2001 | —                           | —                             | Der Titel wurde am 18. November nach der Verletzung von X-Pac eingestellt und durch die WCW Cruiserweight Championship ersetzt. |